# Happy Days Are Here Again
"Happy Days Are Here Again" é uma canção de 1929 com música de Milton Ager e letra de Jack Yellen. Apareceu no filme Chasing Rainbows de 1930 e foi a canção da campanha presidencial de Franklin D. Roosevelt em 1932. Foi por muito tempo, o hino não oficial do Partido Democrata por causa de Roosevelt.
A canção está em 47º lugar na lista de "Canções do século" da Recording Industry Association of America. Em 1986, recebeu o prêmio ASCAP de 'Padrões de longa-metragem mais executados na TV'.
Em 2025, a composição original e a letra se tornaram domínio publico.

## EmChasing Rainbows
A música foi gravada por Leo Reisman and His Orchestra, com vocais de Lou Levin em novembro de 1929 e foi destaque no filme de 1930 Chasing Rainbows. A canção concluiu o filme, no que o historiador do cinema Edwin Bradley descreveu como um "final tecnicolor de puxar tudo para fora, contra um cenário de show dentro de um show do Armistício da Grande Guerra".

## Na cultura popular
Intimamente associada à bem-sucedida campanha presidencial de Franklin Roosevelt em 1932, a canção ganhou destaque após uma decisão espontânea dos conselheiros de Roosevelt de tocá-la na Convenção Nacional Democrata de 1932: após uma versão fúnebre da canção favorita de Roosevelt " Anchors Aweigh" repetido várias vezes, sem entusiasmo, um participante teria gritado: "PELO AMOR DE DEUS, PEÇA QUE TOQUEM OUTRA COISA", o que fez com que a banda tocasse a nova música, atraindo aplausos e aplausos e, posteriormente, tornando-se o Partido Democrata "música tema não oficial para os próximos anos." A música também está associada à Revogação da Lei Seca, que ocorreu logo após a eleição de Roosevelt, onde havia placas dizendo "Dias felizes são cerveja de novo" e assim por diante.
De certa forma, é a versão pop de "Auld Lang Syne".
A canção foi gravada centenas de vezes, e apareceu em vários comerciais, series e em mais de 80 filmes, a musica se tornou símbolo dos anos 1930, mas também é usada como símbolo de uma nova era ou de um recomeço.

## Gravações de Barbra Streisand
Barbra Streisand gravou a música pela primeira vez três décadas após seu lançamento inicial. Embora tradicionalmente cantada em ritmo acelerado, a interpretação de Streisand tornou-se notável por sua performance lenta e expressiva.
Streisand regravou a música em janeiro de 1963 para seu solo de estreia, The Barbra Streisand Album, incluindo a letra introdutória, que raramente é cantada na maioria dos lançamentos.
Streisand cantou a música ao lado de Judy Garland, que interpretou Get Happy, durante uma transmissão em outubro de 1963 do The Judy Garland Show. (A apresentação ao vivo deste medley seria mais tarde incluída no box set de Streisand de 1991 Just for the Record... e novamente em seu álbum de compilação Duets de 2002).
Em junho de 1967, Streisand cantou a música para mais de 135.000 pessoas no Central Park, capturada no álbum de concerto ao vivo A Happening in Central Park (A faixa ao vivo apareceu mais tarde nas compilações Barbra Streisand's Greatest Hits e The Essential Barbra Streisand).
A canção tornou-se uma assinatura do repertório de shows de Streisand, apresentando-a ao vivo em várias ocasiões; interpretações únicas aparecem em Live Concert at the Forum (1972), One Voice (1987), The Concert (1994), Timeless: Live in Concert (2000), Live in Concert 2006 (2007), Back to Brooklyn (2013) e A música. . . As Memórias. . . A mágica! (2017).
Streisand lançou uma nova gravação de estúdio de "Happy Days" em  2018, Walls.

## Outras versões
- Annette Hanshaw gravou em 1930.[10] com Ben Selvin e sua Orquestra.
- Em 1930, os Comedian Harmonists gravaram sua popular adaptação alemã, Wochenend und Sonnenschein (Fim de semana e luz do sol, letra alemã de Charles Amberg).
- A canção foi cantada por prisioneiros em uma versão cômica irônica em 20.000 anos em Sing Sing (1932).
- O comediante de televisão e boate Rip Taylor usou "Happy Days Are Here Again" por anos como sua música tema; a música tocou enquanto ele fazia sua entrada carregando um grande saco de confete jogando punhados para todos ao seu alcance.
- A música também foi usada como tema de entrada e encerramento dos especiais do comediante Mark Russell na PBS, que foram ao ar de 1975 a 2004 e apresentavam humor político atual.
- Uma gravação da música de Mitch Miller and the Gang foi usada como tema para a série de história do esporte da PBS The Way It Was na década de 1970.
- O programa de televisão M*A*S*H usou uma orquestração de influência asiática da música em vários episódios no início da série, nos quais a vocalista cantava os versos em japonês enquanto cantava o título em inglês.
- A música foi usada como jingle em comerciais de TV para o carro familiar econômico Volkswagen Rabbit em 1975.
- Uma interpretação empolgante da música geralmente acompanhava a chegada da personagem recorrente Lady Constance de Coverlet no programa de rádio Sinto muito, vou ler isso de novo .
- Miss New York 1983 Vanessa Williams cantou a música durante a competição de talentos do concurso Miss America 1984 . Williams ganhou um prêmio de talento preliminar e foi coroada Miss América em 1984.[11]
- Vicki Lawrence cantou a música enquanto interpretava Thelma Harper no episódio Mama's Family "Mama for Mayor: Part 1".
- O cover da música dos Ovaltineys foi apresentado na minissérie Goliath Awaits de 1981.[12]
- O Blue Devils Drum and Bugle Corps of Concord, CA usou a música para abrir seu programa de 1988 e foi usada novamente em 2009 como parte de seu programa intitulado "1930".
- A música foi usada como tema da Lotto em 1989.
- O elenco de Amen cantou a música, com Jester Hairston e Roz Ryan cantando solos como seus respectivos personagens, Rolly Forbes e Amelia Heterbrink.
- Walter Strony usou a música para abrir seu show no Chicago Stadium para a Convenção Nacional ATOS de 1993
- A versão medley emparelhada com " Get Happy ", evocando o dueto de 1963 de Barbra Streisand e Judy Garland, foi interpretada em 2010 por Lea Michele (como Rachel Berry ) e Chris Colfer (como Kurt Hummel ) para o episódio " Duets " do segundo temporada de Glee.[13]
- Em 2010, Carrie Fisher cantou a música no início de seu especial da HBO, Wishful Drinking .
- Uma versão da gaita foi tocada no início do episódio piloto com tema natalino de The Waltons, intitulado "The Homecoming", por uma das crianças Walton até que John Boy solicitou algo mais natalino.
- Em julho de 2013, uma versão rock and roll da música foi usada pela Fox em uma campanha publicitária comercial para apresentar um novo canal de esportes chamado Fox Sports 1.[14]
- A música foi usada nos créditos finais da 5ª temporada do Boardwalk Empire, episódio 3 "What Jesus Said".
- Em 2014, a atriz Jessica Lange forneceu uma versão falada da música que foi tocada ao fundo durante o desfile de outono / inverno do designer Marc Jacobs.
- A música foi apresentada na cena de abertura do primeiro episódio da série dramática Indian Summers da PBS Masterpiece de 2015, que se passa na Índia no verão de 1932.
- Uma versão abreviada com letras diferentes foi apresentada em Beautiful: The Carole King Musical de 2014.
- A música foi usada para os créditos finais em The Last Tycoon Season 1, Episode 9.
- A música foi usada na Temporada 1, Episódio 4 de The Marvelous Mrs. Maisel.[15]
- A cantora espanhola Aitana interpretou a canção na cerimônia do 35º Prêmio Goya.[16]
- É frequentemente apresentado durante o Mummer's Parade anual da Filadélfia, tocado pela Ferko String Band e outras bandas.[17]
- A canção é cantada no filme de 1964 A Noite da Iguana pelas mulheres do grupo de turismo no ônibus enquanto o personagem de Richard Burton suava, detestando cada momento.